# Dantons Tod
Dantons Tod (Dantons död) är en opera i sex scener av Gottfried von Einem och med text av tonsättaren och Boris Blacher efter Georg Büchners skådespel Dantons död.

## Historia
1939 såg Einem för första gången Büchners pjäs Dantons död på scenen. Eftersom han fascinerades av dramats uttryckskraft och personligen hade blivit utsatt för Hitlers diktatur, skrev han tillsammans med Blacher ett libretto och påbörjade tonsättningen 22 juli 1944. För att musiken skulle bli så autentisk som möjligt studerade Einem text och musik till franska revolutionssånger. Effektfulla körscener, parlandopassager för att låta texten gå fram och markanta gestaltningsmedel för personer och situationer gjorde att operan blev en stor framgång vid uruppförandet 6 augusti 1947 under Festspelen i Salzburg. Einem blev den förste tonsättare som under sin livstid fick en opera uruppförd vid den festivalen.

## Roller
- Georges Danton (baryton)
- Camille Desmoulins, deputerad (tenor)
- Hérault de Séchelles, deputerad (tenor)
- Robespierre (tenor)
- Louis Antoine Léon de Saint-Just (bas)
- Herman, revolutionstribunalens ordförande (baryton)
- Simon, sufflör (basbuffo)
- En ung människa (tenor)
- Bödel ett och två (tenor, baryton)
- Julie, Dantons hustru (mezzosopran)
- Lucile, Desmoulins hustru (sopran)
- En dam (sopran)
- En kvinna, Simons hustru (alt)

## Handling
Robespierres terror och folkets nöd leder till en krissituation, som diktatorns rådgivare upplever som hotande. Man måste finna ett sätt att eliminera Danton och oppositionen. Eftersom folket står bakom Danton och Desmoulins skall skonas, eftersom han är diktatorns personlige vän, är ryktet om att Danton skulle vara rojalist det enda som hjälper. När Robespierre får reda på Desmoulins oppositionella hållning, går han även med på att denne grips. Dantons lysande försvarstal inför tribunalen kan varken rädda honom själv eller hans kamrater från att avrättas.